# Enrico Adelelmo Brunetti
Enrico Adelelmo Brunetti (22 maggio 1862 – 21 gennaio 1927) è stato un musicista ed entomologo britannico.

## Alcune opere
- Revision of the Oriental Tipulidae with descriptions of new species. Rec. Indian Mus. 6: 231-314 (1911).
- New Oriental Nemocera. Rec. Indian Mus. 4: 259-316 (1911).
- Annotated catalog of Oriental Culicidae-supplement. Rec. Indian Mus. 4: 403-517 (1912).
- Critical review of "genera" in Culicidae. Rec. Indian Mus. 10: 15-73 (1914).
- Revision of the Oriental Tipulidae with descriptions of new species. Part II. Rec. Indian Mus. 15: 255-340 (1918).
- Catalogue of Oriental and South Asiatic Nemocera. Rec. Indian Mus. 17: 1-300 Brunetti, E. (1920).
- New Oriental Diptera, I. Rec. Indian Mus. 7: 445-513 (1912).
- New and little-known Cyrtidae (Diptera). Ann. Mag. Nat. Hist. (9)18(107): 561-606 . (1926).

Contribuì inoltre alla stesura dell'opera The Fauna of British India, Including Ceylon and Burma scrivendo i seguenti volumi:
- Diptera 1. Brachycera (1920) - 401 p - 4 pl
- Diptera 2. Nematocera (1912) - xxviii + 581 p - 12 pl
- Diptera 3. Pipunculidae, Syrphidae, Conopidae, Oestridae (1923) 424 p - 83 fig - 5 pl .